# Glena acidaliaria
Glena acidaliaria là một loài bướm đêm trong họ Geometridae.